# Conseil de déontologie journalistique et de médiation
Pour un article plus général, voir Conseil de presse.
Pour l'organisme belge, voir Conseil de déontologie journalistique.
Le Conseil de déontologie journalistique et de médiation, ou CDJM, est une association loi de 1901 française fondée le 2 décembre 2019. C'est une instance d’autorégulation et de médiation entre les journalistes, les médias, les agences de presse et les publics sur toutes les questions relatives à la déontologie journalistique.
Association indépendante, le CDJM n'est ni un ordre professionnel ni une « une instance étatique ou administrative ». Ses centaines d'avis exprimés depuis 2021 se fondent sur trois chartes de déontologie, de même que les divers référentiels publiés par le CDJM sur la même période.

## Objectifs
Un des objectifs du CDJM est de répondre à la défiance croissante envers les médias en France. Les membres du CDJM instruisent en commission les dossiers dont ils sont saisis et proposent des avis qui doivent être adoptés en session plénière par le conseil d’administration.

## Chartes de déontologie utilisées par le CDJM
Les chartes de déontologie utilisées par le CDJM sont au nombre de trois:
- la charte de Munich européenne de 1971;
- la charte de déontologie du SNJ de, réactualisée en puis en;
- la Charte d’éthique mondiale des journalistes de la Fédération internationale des journalistes[5],[6].

## Histoire
La création d'un organisme d’autorégulation de la déontologie du journalisme « avait été proposée à plusieurs reprises, mais enterrée en raison de fortes dissensions dans la profession, certains y voyant une tentative de mettre au pas la presse », selon le quotidien Le Monde.

### Années 1980
En France, l’idée a été avancée par Claude-Jean Bertrand, universitaire et agrégé d'anglais, dès la fin des années 80,.

### Années 2000
En 2007 est créée l’Association pour la préfiguration d’un conseil de presse en France (APCP) par Yves Agnès, ancien rédacteur en chef du quotidien Le Monde et auteur d’un manuel de journalisme, afin de pousser à la création d’une telle instance. L’APCP mène une campagne auprès des médias et du monde associatif, syndical et politique pendant plusieurs années.

### Années 2010

#### Lancement de l'ODI aux Assises du journalisme de 2012
En 2012, l’APCP passe à une étape plus concrète, le lancement lors des Assises du journalisme de Poitiers d'un observatoire de la déontologie de l’information (ODI), chargé d'une veille déontologique, puis réunit l'année suivante, pour un colloque sur la déontologie, à La Sorbonne, les principales formations politiques français et les principaux syndicats de journalistes. Pendant les huit années suivantes, cet Observatoire de la déontologie de l’information publie un rapport annuel sur les principales questions déontologiques posées pendant l’année écoulée.

#### Le rapport commandé à Marie Sirinelli
De son côté, Aurélie Filippetti (PS), ministre de la Culture depuis l'élection de François Hollande en mai 2012, commande rapidement un rapport à Marie Sirinelli, maître des requêtes au Conseil d'Etat et pemière Conseillère à la Cour administrative d'appel de Paris. Publié en 2014, il conclut à l’intérêt d’une telle structure, mais prend acte de l’absence de consensus concernant sa création et les modalités de son organisation parmi les professionnels de l’information et note que « toute forme de régulation publique supplémentaire apparait en ce domaine difficilement envisageable ». Entre-temps, Fleur Pellerin (PS), a succédé comme ministre de la Culture à Aurélie Filippetti.

### Procédure permettant au public d’interroger l'instance
En janvier 2018, lors de ses premiers vœux à la presse, Emmanuel Macron déclare qu'il "revient" aux journalistes  "d’organiser en quelque sorte les règles" de leur profession mais l'année suivante, en février 2019, l’ODI décide de passer à une autre étape, en permettant au public d’interroger une instance indépendante sur le respect de la déontologie de l’information d’un article ou d’une émission, s'inspirant de procédures équivalentes en Europe.

### Le rapport Hoog permet aux médias de tourner le dos au CDJM
En mars 2019, le premier ministre Édouard Philippe charge Emmanuel Hoog, président de l'AFP sous Nicolas Sarkozy, d'un rapport pour « réfléchir à l'instauration d'un comité d'éthique supervisant le travail des journalistes » ,. Les conclusions de ce rapport diffèrent de celles du rapport Sirinelli et déçoivent car préconisant "une forme associative et non publique", les médias ayant "la possibilité de ne pas y adhérer". Il prévoit qu'en cas de non-adhésion, ils "ne pourraient alors pas voir leurs contenus rémunérés par les grandes plates-formes numériques", ce qui ne sera pas appliqué.
De son côté, l'ODI organise en mai 2019 plusieurs réunions avec les professionnels intéressés pour définir les statuts du futur Conseil de déontologie journalistique et de médiation (CDJM) en s’inspirant notamment du Conseil de déontologie journalistique œuvrant en Belgique francophone.

### La colère après les propos de Cédric O
En juin 2019, le secrétaire d’État au numérique Cédric O réclame « un Conseil de l’ordre des journalistes », faute de quoi « l’Etat s’en chargera », suscitant la colère, puis tente de rectifier le tir,.
L'ancien président du CDJM, Patrick Eveno, est alors obligé de déclarer dans les médias qu'« assimiler ce conseil déontologique à Emmanuel Macron est une quasi-fake news. Il est le résultat d’un processus né il y a plus de dix ans ».

### Années 2020
Dès les premiers mois de 2020, le CDJM a reçu 63 saisines, pour 31 articles ou émissions, le total atteignant 115 saisines pour 77 « actes journalistiques » en dix mois. Son premier avis motié par les saisines de 23 personnes, concerne une affaire d'accusation non-étayée et sans droit de réponse, formulée à la fin d'une interview, celle de l'avocat Juan Branco par la journaliste Apolline de Malherbe en mai 2020 sur BFM TV. Informée, BFMTV n'avait pas répondu au CDJM selon Le Figaro. Selon le Conseil, cité par Le Figaro, «l'ensemble de l'entretien avec M. Juan Branco témoigne d'une partialité envers l'interviewé qui dépasse la liberté d'investigation journalistique, et la dernière phrase prononcée par Mme Apolline de Malherbe ne respecte pas les règles déontologiques concernant les accusations sans preuve et le défaut d'offre de réplique», la journaliste concluant l'interview par «plus on vous entend et plus on se demande si Piotr Pavlenski n'est pas que l'exécutant et vous le manipulateur» avant de rendre l'antenne. Juan Branco avait indiqué avoir été «approché» par l'artiste russe Piotr Pavlenski, en tant qu'avocat, mais démenti tout rôle dans la divulgation par ce dernier des vidéos pornographiques et messages sexuellement connotés adressées à une femme par le député LREM Benjamin Griveaux, obligeant ce dernier à renoncer à sa campagne pour les élections municipales de 2020 à Paris. L'avis du CDJM est dénoncé avec virulence par le magazine Marianne, qui l'accuse de « bascule pratiquement dans l'éditorial » et s'en prend au code de  déontologie, en opposant son article 5, « s'interdire (...) les accusations sans fondement », à son article 2, « défendre la liberté de l’information, du commentaire et de la critique », qui selon Marianne peut justifier la phrase conclusive d'Apolline de Malherbe et enjoindrait même au CDJM de défendre cette dernière phrase. Plus généralement, le magazine reproche au CDJM d'être "entre subjectivité et impuissance" car ses avis ne « présentent aucun caractère contraignant ».
Un autre avis important est rendu en 2024 dans une affaire de citation tronquée, toujours à propos d'une interview, mais cette fois en l'absence totale de la personne concernée, Dominique de Villepin, qui s'en était ému et avait saisi le CDJM, obtenant gain de cause contre BFMTV. L'ex-Premier ministre avait d'abord critiqué une forme de pensée unique aux États-Unis, via une interview accordée à Yann Barthès le 23 novembre 2023 dans l'émission  Quotidien, estimant que les artistes souhaitant exprimer leur solidarité avec la Palestine préféraient parfois y renoncer pour se conformer au conformisme des actionnaires des sociétés du secteur de la culture, pour ne pas perdre leurs contrats, dans le contexte de l'émotion causée par le massacre du 7 octobre 2023, après avoir rappelé une situation similaire les années suivant l'attentat du World Trade Center en 2001. Une de ses phrases, dépourvue de toute référence, même suggérée, aux juifs, est « travestie » en reliant « finance » et « Juifs » trois jours plus tard lors d'une interview de Yonathan Arfi par BFMTV, contestée dès le lendemain car elle allègue que Villepin aurait dénoncé « la domination de la finance juive sur les sociétés occidentales », le bandeau en bas de l’écran affichant « “Domination” juive : de Villepin fait polémique ». La chaîne présente des excuses pour une « formulation inexacte et malheureuse ». Elles sont considérées comme tardives et insuffisantes, car absentes de la page du replay de l’émission, par le CDJM, qui conclut en mars 2024 « qu’inventer des propos en les attribuant à un interlocuteur alors qu’il ne les a pas tenus est altérer un document » et viole donc le code de  déontologie. Le mois suivant, BFM est mise en demeure par l'Arcom car « les propos tenus par le présentateur et son invité, ainsi que le bandeau les accompagnant, traduisaient une présentation factuellement inexacte »,. Yonathan Arfi maintient cependant son analyse sur ces propos datant de 2023, les assimilant à « une rhétorique complotiste ou antisémite » lors d'un discours de juillet 2025, dont Villepin est l'une des deux cibles principales, avec Jean-Luc Mélenchon,. Villepin dénonce le lendemain des « propos gravissimes » car risquant « d'établir une confusion » entre « la politique du gouvernement de Netanyahu, l’Etat d’Israël et la communauté juive ».
Parmi les autres avis importants certains concernent l'étranger, où les journalistes français doivent avoir la même déontologie, le CDJM soulignant ainsi que France 24 aurait dû flouter et anonymiser Sadou Yehia, un éleveur malien qui dénonçait les agissements des groupes djihadistes dans sa région, assassiné moins d’un mois après avoir été identifié à l'écran. Autre avis jugé important celui sur la confusion entre publicité et information, le CDJM validant une saisine reprochant au quotidien régional Sud Ouest un « manquement aux règles déontologiques portant sur la nécessaire démarcation entre le travail journalistique et le travail de communication » à cause d'un numéro « tiré à part » payé par la mairie de Bordeaux et reprenant tous les codes graphiques du quotidien, la mention de la nature du partenariat restant trop discrête.
Plusieurs avis du CDJM ont estimé qu'un journaliste dénoncé a en fait effectué correctement son travail, notamment Laurent Goumarre, animateur de l’émission "Le Nouveau Rendez-vous" sur France Inter, consacrée aux "Juifs de France" le 6 février 2020 même si ce dernier et France Inter n'ont "pas répondu" à la consultation du CDJM. L'auteur de la saisine précisait s'être senti insulté, « en tant que membre de La France insoumise », un invité ayant à plusieurs reprises « dépeint LFI et Jean-Luc Mélenchon comme antisémites »,. Un autre des 4 invités, Marin Karmitz, avait formulé les même accusations mais la saisine ne le mentionnait pas. Le CDJM a conclu que le journaliste avait manifesté « une distance claire avec les opinions exprimées »,, proposant plutôt à son invité de « nuancer son affirmation initiale », et rappelé qu'il y avait deux autres invités qui n'ont pas abondé dans leur sens, l'"aspect de l’antisémitisme dit rouge" n'étant, sur 50 minutes d'émission, "abordé qu’au fil d’une démonstration, pendant 19 secondes une première fois", puis une seconde fois "pendant une minute et 19 secondes", incluant la relance du journaliste en vue d'une modération. L'avis a été rendu à une majorité de 14 voix contre 5, la partie minoritaire estimant que la relance du journaliste en vue d'une modération aurait dû concerner aussi le propos de Marin Karmitz.

## Cofondateurs
Parmi les cofondateurs de l'association, on compte l’Observatoire de la déontologie de l'information (ODI), le Syndicat national des journalistes (SNJ), la CFDT-Journalistes, le collectif Informer n'est pas un délit (INPD) ainsi que l’association Journalisme & Citoyenneté, organisatrice des Assises du journalisme.

## Membres du conseil et dirigeants
Association indépendante, le CDJM n'est ni un ordre professionnel ni une « une instance étatique ou administrative ». Il réunit trente conseillers titulaires et trente suppléants, via trois collèges, représentés à part égale : les journalistes, les éditeurs et le public.
Lors de l’assemblée générale du CDJM du 30 mars 2021, Kathleen Grosset a été élue présidente, Patrick Eveno, président originel, et Yann Guégan étant vice-présidents. Après la démission de Patrick Eveno et l'assemblée générale du 8 mars 2022, Sandrine Serpentier Linarès devient vice-présidente.

## Publication de référentiels
- Le 11 mai 2021, le CDJM adopte une première recommandation : « Rectification des erreurs : les bonnes pratiques »[42].
- Le 8 novembre 2022, le CDJM adopte une recommandation sur « Le traitement des questions scientifiques »[43],[44].
- En janvier 2023, le CDJM publie une troisième recommandation : « Cadeaux et invitations : les bonnes pratiques »[45].
- En juillet 2023, le CDJM publie sa quatrième recommandation : « Journalisme et intelligence artificielle : les bonnes pratiques ».

## Croissance du nombre d'avis et saisines

### Bilan à fin 2021
Le premier avis a été rendu en mai 2020. Un an et demi après, fin 2021, le CDJM annonce avoir publié 55 avis, en ayant reçu un total de 487 saisines de la part du public depuis sa création, portant sur 227 actes journalistiques différents.

### Bilan à mi-2024
Au 5 août 2024, le CDJM indique avoir 40 saisines en cours de traitement, et que 870 saisines ont été déposées au total à propos de 559 actes journalistiques différents, avec 182 avis publiés.

### Bilan à mi-mars 2025
Au 18 mars 2024, le CDJM indique avoir 34 saisines en cours de traitement, et que 979 saisines ont été déposées au total à propos de 662 actes journalistiques différents, avec 232 avis publiés.

## Conseils de presse en Europe
Il existe de nombreux conseils de presse en Europe et dans le monde, formule et dénomination qui avaient été mises en avant par des cofontateurs du CDJM dans les années 2000. Parmi ces conseils:
- le Conseil de déontologie journalistique œuvrant en Belgique francophone.

## Critiques

### Association Acrimed
- Michel Ducrot, pour Acrimed, doute de l'indépendance et de l'utilité de l'association CDJM.

### Syndicats de journalistes
- Le SNJ-CGT estime que « pour reconquérir la confiance du public, les journalistes n’ont pas besoin d’un conseil de presse. Ils ont besoin de conditions de travail correctes, de pouvoir vivre dignement de leur métier et de ne pas dépendre du bon vouloir d’actionnaires en tout genre ». La CFDT-Journalistes est au contraire à l'origine de la création du CDJM.

### Sociétés de journalistes
- A sa création en 2019, une vingtaine de sociétés de journalistes, dont les principales du secteur public de l'audiovisuel, publient un texte commun expliquant pourquoi elles ne le rejoignent pas[a][50],[3],[51]. En 2024, la Société des journalistes et du personnel de libération (SJPL) est la première SDJ à rejoindre le CDJM[52].

### Magazines
- Le Point, objet d'un avis critique du CDJM, lui a reproché de n'avoir pas reçu l'onction du syndicat patronal dont est membre le magazine, y voyant « une simple association, non reconnue par le Syndicat de la presse magazine et d'information et ne représentant que sa centaine de membres »[53].
- Le magazine Valeurs actuelles a critiqué le CDJM via la procédure judiciaire de mars 2021, qu'il a perdue.

## Contentieux judiciaire
Le tribunal de Paris a débouté le magazine Valeurs actuelles de son action en justice contre le CDJM. En janvier 2021, le magazine l'avait assigné en référé pour « atteinte à la présomption d’innocence » de son directeur de publication, dans une période où il était poursuivi pour injure raciste par la députée de La France insoumise Danièle Obono pour un récit fictionnel paru en août 2020 qui la dépeignait en esclave, accompagné de dessins la représentant collier en fer au cou.
Saisi lui aussi à propos de cet article, le CDJM avait rendu un avis le 20 novembre 2020 dans lequel il estimait que Valeurs actuelles avait enfreint l’obligation déontologique de respect de la dignité humaine en représentant l'élue dans une situation dégradante et c'est cet avis qui avait motivé l'action en justice Valeurs actuelles contre le CDJM. Le tribunal de Paris a considéré en mars 2021 que le CDJM avait usé de sa liberté d’expression en publiant son avis quant au respect des règles déontologiques, et débouté Valeurs actuelles,.